# Mountain Lake
Mountain Lake è una città degli Stati Uniti d'America, situata in Minnesota, nella Contea di Cottonwood.